# Zolota Sloboda, Kozova
Zolota Sloboda (în ucraineană Золота Слобода) este o comună în raionul Kozova, regiunea Ternopil, Ucraina, formată numai din satul de reședință.

## Demografie
Componența lingvistică a comunei Zolota Sloboda
     Ucraineană (99,78%)
     Alte limbi (0,22%)
Conform recensământului din 2001, majoritatea populației comunei Zolota Sloboda era vorbitoare de ucraineană (99,78%), existând în minoritate și vorbitori de alte limbi.